# 卡穆-锡伊格
卡穆-锡伊格（法語：Camou-Cihigue，法語發音：[kamu si.iɡ]）是法国大西洋比利牛斯省的一个市镇，属于奥洛龙-圣玛丽区。该市镇于1836年由原市镇卡穆（Camou）和锡伊格（Cihigue）合并而成。

## 地理
卡穆-锡伊格（43°6'58"N, 0°54'22"W）面积10.08 平方千米，位于法国新阿基坦大区大西洋比利牛斯省，该省份为法国东南部省份，涵盖了贝阿恩与北巴斯克，西临大西洋比斯開灣，北至朗德省，东北接热尔省，东临上比利牛斯省，南与西班牙接壤。
与卡穆-锡伊格接壤的市镇（或旧市镇、城区）包括：阿尔赛-阿尔萨贝埃蒂-叙纳雷特、阿洛斯-锡巴斯-阿邦斯、欧叙吕克、奥萨斯-叙阿尔。

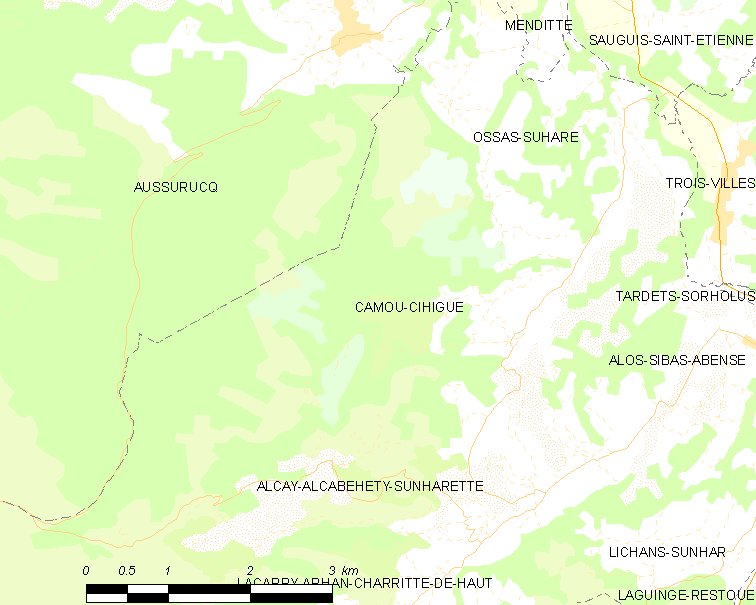
卡穆-锡伊格的OSM定位图

卡穆-锡伊格的时区为UTC+01:00、UTC+02:00（夏令时）。

## 行政
卡穆-锡伊格的邮政编码为64470，INSEE市镇编码为64162。

## 政治
卡穆-锡伊格所属的省级选区为巴斯克山地县。

## 人口

1962-2008年间卡穆-锡伊格人口变化图示

卡穆-锡伊格于2022年1月1日时的人口数量为105人。